# Авга (Еврипид)
«Авга» (др.-греч. Αὔγη) — трагедия древнегреческого драматурга Еврипида, сюжет которой связан с мифами о Троянской войне. Была написана примерно в 410—408 годах до н. э., текст пьесы полностью утрачен.
Заглавная героиня трагедии — мифологический персонаж, дочь аркадского царя Алея, изнасилованная Гераклом и родившая от него сына Телефа. Алей приказал выбросить ребёнка, а дочь продал в рабство. Позже Геракл случайно нашёл Телефа, которого выкармливала лань, узнал его по перстню, оставленному когда-то Авге, и признал своё отцовство. В финале пьесы Алею, которого мучило чувство вины, явилась богиня Афина, объявившая, что Авге суждено стать женой царя Мисии и что Телеф унаследует власть от своего отчима.
Известно, что у Еврипида Авга рожает прямо в храме, что было святотатством в глазах греков. За это Еврипида порицает Эсхил в комедии Аристофана «Лягушки».
Те же сюжетные мотивы (подброшенных детей, их встречи с родителями и последующее узнавание) Еврипид использовал в других своих поздних трагедиях — «Ион», «Гипсипила», «Антиопа», «Мудрая Меланиппа» (антиковеды относят эти произведения к «трагедиям случая»). Позже они стали расхожим материалом в новоаттической и римской комедии.
Влияние «Авги» заметно в комедии Менандра «Третейский суд».